# Olsens konstsalong

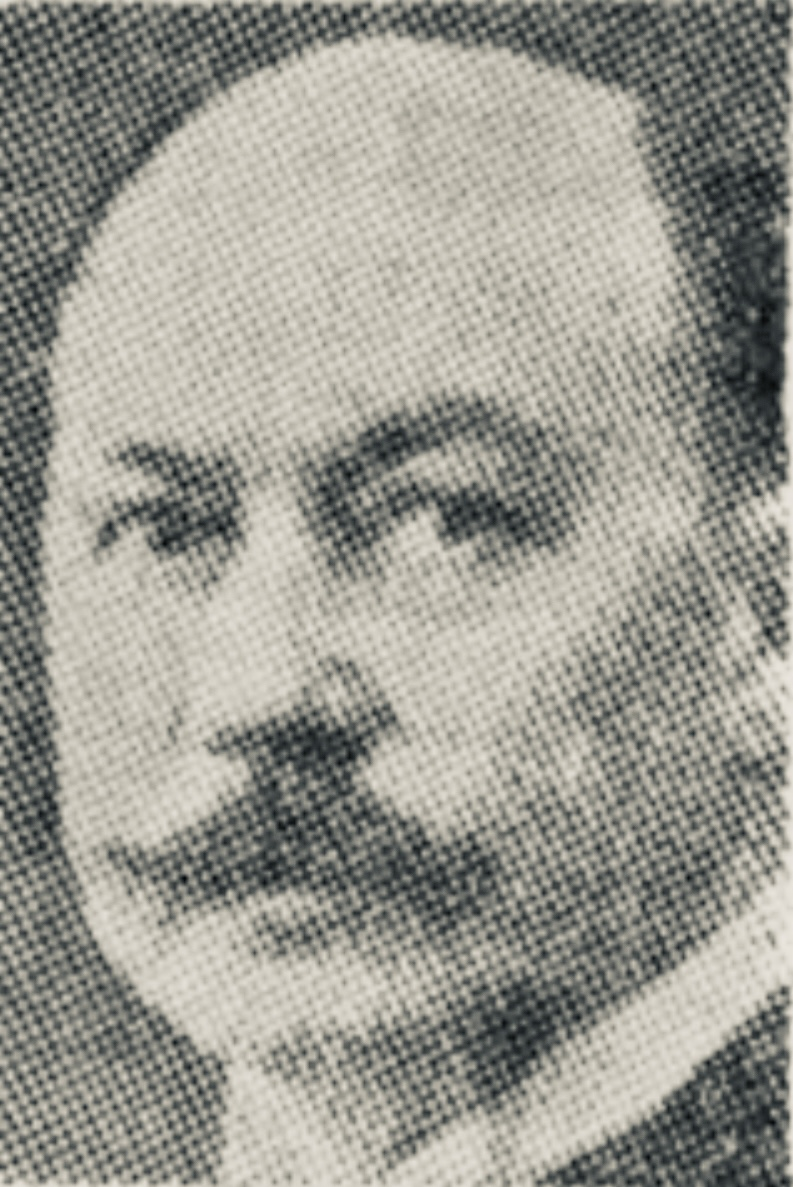
Nestor Hammarström drev Olsens konstsalong ända fram till sin död 1952, vid en ålder av 86 år.

Olsens konstsalong, eller från början E. Olsens efterträdare, var en konsthandel som öppnade 1904 på Södra Hamngatan 45 i Göteborg och som drevs i olika lokaler, men alltid i anslutning till Södra Hamngatan, fram till 1952. Verksamheten kallades även Olsens konsthandel och i texter ser man ibland namnet stavas Olséns, med accent, men det senare är en felaktig efterhandskonstruktion. 
Ursprunget till verksamheten var E. Olsens guldlistfabrik, som också låg på Södra Hamngatan och som grundades i början av 1880-talet. Våren 1904 tog Nestor Hammarström (1866–1952) över guldlistbutiken och utökade då konstförsäljningen, samtidigt som man fortsatte vara en rambutik. I början av 1900-talet var Olsens konstsalong en av de viktigare utställningsverksamheterna i Göteborg och många av dåtidens stora svenska konstnärsnamn ställdes ut där men även utländska konstnärer och konstgrupper, som de radikala modernisterna i Der Blaue Reiter som ställde ut i juni 1914 när lokalen låg i Arkaden. Nestor Hammarström fortsatte att driva konsthandeln ända fram till sin död, i mars 1952.